# 배종무
배종무(裵鍾茂, 1929년 12월 13일~)는 대한민국의 정치인이다. 제15대 국회의원을 지냈다.

## 학력
- 무안보통학교
- 목포고등보통학교 졸업
- 서울대 사범대학 교육학과 학사 졸업
- 서울대학교 대학원 교육학 석사 수료
- 전남대학교 대학원 국어국문학과 문학박사

## 경력
- 목포대학교 교수ㆍ총장ㆍ박물관장
- 전남사학회장
- 광주ㆍ전남지역총장협의회장
- 초당대학교총장
- 교육ㆍ윤리ㆍ예결특위위원
- 국회대학교육연구회장
- 열린우리당 교육연구특임고문(2006년)
- (현) 21세기국정자문위원회 운영위원
- 대한민국헌정회 이사

## 역대 선거 결과
| 실시년도 | 선거   | 대수 | 직책     | 선거구      | 정당           | 득표수   | 득표율          | 순위 | 당락 | 비고 |
| -------- | ------ | ---- | -------- | ----------- | -------------- | -------- | --------------- | ---- | ---- | ---- |
| 1996년   | 총선   | 15대 | 국회의원 | 전남 무안군 | 새정치국민회의 | 26,533표 | \| \| 71.47% \| | 1위  |      | 초선 |
|          | 71.47% |      |          |             |                |          |                 |      |      |      |

## 같이 보기
- 무안군 (1988년 선거구)
- 무안군의 국회의원